# Doug Halward
Doug Robert Halward (né le 1er novembre 1955 à Toronto, Ontario au Canada) est un joueur canadien de hockey sur glace professionnel à la retraite. Il évoluait en position de défenseur.

## Carrière en club
Après avoir joué deux saisons avec les Petes de Peterborough de l'Association de hockey de l'Ontario, il est choisi par les Bruins de Boston en première ronde du repêchage amateur 1975 de la Ligue nationale de hockey. Il est également choisi par les Nordiques de Québec en seconde ronde du repêchage amateur 1975 de l'Association mondiale de hockey, mais il ne jouera jamais dans cette ligue.
La saison suivante, il devient professionnel, partageant son temps entre les Bruins et leur équipe affiliée, les Americans de Rochester de la Ligue américaine de hockey. En 1978, il est échangé aux Kings de Los Angeles. À la suite d'une blessure au genou que l'encadrement des Kings considérait qu'il aurait dû s'en remettre plus tôt, il est échangé mars 1981 aux Canucks de Vancouver. Une fois à Vancouver, il est opéré et,  après sa convalescence terminée, il retrouve la glace et joue l'essentiel des cinq saisons suivantes pour les Canucks. En novembre 1986, il échangé aux Red Wings de Détroit. En janvier 1989, il est échangé aux Oilers d'Edmonton avec lesquels il finit la saison avant de mettre un terme à sa carrière.

## Statistiques
| Saison     | Équipe                    | Ligue      |     | Saison régulière | Saison régulière | Saison régulière | Saison régulière | Saison régulière |   | Séries éliminatoires | Séries éliminatoires | Séries éliminatoires | Séries éliminatoires | Séries éliminatoires |
| Saison     | Équipe                    | Ligue      | PJ  | B                | A                | Pts              | Pun              | PJ               | B | A                    | Pts                  | Pun                  |                      |                      |
| 1973-1974  | Petes de Peterborough     | AHO        | 69  | 1                | 15               | 16               | 103              |                  |   |                      |                      |                      |                      |                      |
| 1974-1975  | Petes de Peterborough     | LHJMO      | 68  | 11               | 52               | 63               | 97               | 3                | 1 | 2                    | 3                    | 5                    |                      |                      |
| 1975-1976  | Bruins de Boston          | LNH        | 22  | 1                | 5                | 6                | 6                | 1                | 0 | 0                    | 0                    | 0                    |                      |                      |
| 1975-1976  | Americans de Rochester    | LAH        | 54  | 6                | 11               | 17               | 51               | 4                | 1 | 0                    | 1                    | 4                    |                      |                      |
| 1976-1977  | Bruins de Boston          | LNH        | 18  | 2                | 2                | 4                | 6                | 6                | 0 | 0                    | 0                    | 4                    |                      |                      |
| 1976-1977  | Americans de Rochester    | LAH        | 54  | 4                | 28               | 32               | 26               |                  |   |                      |                      |                      |                      |                      |
| 1977-1978  | Bruins de Boston          | LNH        | 25  | 0                | 2                | 2                | 2                |                  |   |                      |                      |                      |                      |                      |
| 1977-1978  | Americans de Rochester    | LAH        | 42  | 8                | 14               | 22               | 17               | 6                | 0 | 3                    | 3                    | 2                    |                      |                      |
| 1978-1979  | Kings de Los Angeles      | LNH        | 27  | 1                | 5                | 6                | 13               | 1                | 0 | 0                    | 0                    | 12                   |                      |                      |
| 1978-1979  | Indians de Springfield    | LAH        | 14  | 5                | 1                | 6                | 10               |                  |   |                      |                      |                      |                      |                      |
| 1979-1980  | Kings de Los Angeles      | LNH        | 63  | 11               | 45               | 56               | 52               | 1                | 0 | 0                    | 0                    | 2                    |                      |                      |
| 1980-1981  | Kings de Los Angeles      | LNH        | 51  | 4                | 15               | 19               | 9                |                  |   |                      |                      |                      |                      |                      |
| 1980-1981  | Canucks de Vancouver      | LNH        | 7   | 0                | 1                | 1                | 4                | 2                | 0 | 1                    | 1                    | 6                    |                      |                      |
| 1981-1982  | Canucks de Vancouver      | LNH        | 37  | 4                | 13               | 17               | 40               | 15               | 2 | 4                    | 6                    | 44                   |                      |                      |
| 1981-1982  | Black Hawks de Dallas     | LCH        | 22  | 8                | 18               | 26               | 49               |                  |   |                      |                      |                      |                      |                      |
| 1982-1983  | Canucks de Vancouver      | LNH        | 75  | 19               | 33               | 52               | 83               | 4                | 1 | 0                    | 1                    | 21                   |                      |                      |
| 1983-1984  | Canucks de Vancouver      | LNH        | 54  | 7                | 16               | 23               | 35               | 4                | 3 | 1                    | 4                    | 2                    |                      |                      |
| 1984-1985  | Canucks de Vancouver      | LNH        | 71  | 7                | 27               | 34               | 82               |                  |   |                      |                      |                      |                      |                      |
| 1985-1986  | Canucks de Vancouver      | LNH        | 70  | 8                | 25               | 33               | 111              | 3                | 0 | 0                    | 0                    | 4                    |                      |                      |
| 1986-1987  | Canucks de Vancouver      | LNH        | 10  | 0                | 3                | 3                | 34               |                  |   |                      |                      |                      |                      |                      |
| 1986-1987  | Red Wings de Détroit      | LNH        | 11  | 0                | 3                | 3                | 19               |                  |   |                      |                      |                      |                      |                      |
| 1987-1988  | Red Wings de Détroit      | LNH        | 70  | 5                | 21               | 26               | 130              | 8                | 1 | 4                    | 5                    | 18                   |                      |                      |
| 1988-1989  | Red Wings de Détroit      | LNH        | 18  | 0                | 1                | 1                | 36               |                  |   |                      |                      |                      |                      |                      |
| 1988-1989  | Red Wings de l'Adirondack | LAH        | 4   | 1                | 0                | 1                | 0                |                  |   |                      |                      |                      |                      |                      |
| 1988-1989  | Oilers d'Edmonton         | LNH        | 24  | 0                | 7                | 7                | 25               | 2                | 0 | 0                    | 0                    | 0                    |                      |                      |
| Totaux LNH | Totaux LNH                | Totaux LNH | 653 | 69               | 224              | 293              | 774              | 47               | 7 | 10                   | 17                   | 113                  |                      |                      |

## Carrière internationale
Doug Halward a été sélectionné en équipe du Canada à plusieurs reprises. En 1974, avec les Petes de Peterborough, il représente le Canada au championnat du monde junior non officiel au cours duquel ils finissent troisième. Il a également été sélectionné lors des championnats du monde 1983 et 1985.
| 1983 | Championnat du monde | 10 | 1 | 2 | 3 | 6 | Troisième |
| 1985 | Championnat du monde | 10 | 1 | 2 | 3 | 4 | Deuxième  |

## Transactions en carrière
- 18 septembre 1978 : échangé aux Kings de Los Angeles par les Bruins de Boston en retour de futures considérations.
- 8 mars 1981 : échangé aux Canucks de Vancouver par les Kings en retour du choix de cinquième ronde des Canucks lors du repêchage d'entrée 1982 (Ulf Isaksson choisi) et futures considérations (Gary Bromley, 12 mai 1981).
- 21 novembre 1986 : échangé aux Red Wings de Détroit par les Canucks en retour du choix de sixième ronde des Red Wings lors du repêchage d'entrée 1988 (Phil Von Stefenelli choisi).
- 23 janvier 1989 : échangé aux Oilers d'Edmonton par les Red Wings en retour du choix de douzième ronde des Oilers lors du repêchage d'entrée 1989 (Jason Glickman choisi).

## Titres et honneurs personnels
- Championnat du monde de hockey sur glace
  - Vice-champion du monde 1985 avec l'équipe du Canada
  - Médaille de bronze 1983 avec l'équipe du Canada